# Jirō Satō
Jirō Satō (佐藤二朗?, Satō Jirō; Aichi, 7 maggio 1969) è un attore giapponese.
Ha studiato alla Shinshu University dove s'è laureato in economia, prima di dedicarsi alla carriera d'attore a partire dal 1995.
Appare subito in numerosi dorama dove affianca i giovani idol protagonisti, oltre che in molte pellicole cinematografiche di rilievo e in spettacoli e talkshow dove assume spesso ruoli comici; è sposato con un figlio.

## Filmografia

### Cinema
- Hush!, regia di Ryōsuke Hashiguchi (2001)
- Renai shashin, regia di Yukihiko Tsutsumi (2003)
- Perfect Education 5: Amazing Story (Kanzen-naru shiiku - Onna rihatsushi no koi), regia di Masahiro Kobayashi (2003)
- Suwingu gâruzu, regia di Shinobu Yaguchi (2004)
- EGG., regia di Yukihiko Tsutsumi (2005)
- Hoshi ni natta shônen, regia di Shunsaku Kawake (2005)
- Sayonara Midori-chan, regia di Tomoyuki Furumaya (2005)
- Ikusa, regia di Ryûichi Honda (2005)
- Sugar & spice: Fûmi zekka, regia di Isamu Nakae (2006)
- Sabaibu, regia di Ryûichi Honda e Takashi Motoki (2006)
- Hôtai kurabu, regia di Yukihiko Tsutsumi (2007)
- Sumairu seiya no kiseki, regia di Takanori Jinnai (2007)
- Memo, regia di Jirō Satō (2008)
- Gururi no koto, regia di Ryōsuke Hashiguchi (2008)
- Ashinmetorî, regia di Tetsuya Satô (2008)
- Nasu shônenki, regia di Yasuhiro Hatsuyama (2008)
- 20th Century Boys 2: The Last Hope (20 seiki shōnen: Dai 2 shō - Saigo no kibō), regia di Yukihiko Tsutsumi (2009)
- Saikin rettô, regia di Kenji Murakami (2009)
- Hijoshi zukan, regia collettiva (2009)
- Yôjû mameshiba, regia di Tôru Kamei (2009)
- Chanto tsutaeru, regia di Sion Sono (2009)
- Gokusen: The Movie, regia di Toya Sato (2009)
- Ôarai ni mo hoshi wa furu nari, regia di Yûichi Fukuda (2009)
- Kyô kara hittoman, regia di Takeshi Yokoi (2009)
- Abashiri ikka: The Movie, regia di Teruyoshi Ishii (2009)
- Sukeban hantâzu: Sôkatsu nagurikomi sakusen, regia di Kazushi Nakadaira (2010)
- Kamisama herupu!, regia di Shota Sasaki (2010)
- Black Angels, regia di Eiji Uchida (2011)
- Soredemo hana wa saiteyuku, regia di Ken Maeda (2011)
- Inukai san chi no inu, regia di Tôru Kamei (2011)
- Rokku: Wanko no shima, regia di Isamu Nakae (2011)
- Mameshiba Ichirô 3D, regia di Shintarô Ashizuka (2012)
- Afuro Tanaka, regia di Daigo Matsui (2012)
- Tsuna hiichatta!, regia di Nobuo Mizuta (2012)
- Mameshiba Ichirô fûten no shibajirô, regia di Tôru Kamei (2013)
- Bokutachi no koukan nikki, regia di Teruyoshi Uchimura (2013)
- HK Hentai Kamen, regia di Yūichi Fukuda (2013)
- Danshi kōkōsei no nichijō, regia di Daigo Matsui (2013)
- Judge, regia di Yo Kohatsu (2013)
- Fûzoku ittara jinsei kawatta www, regia di Ken Iizuka (2013)
- Barairo no Bûko, regia di Yûichi Fukuda (2014)
- Joshîzu, regia di Yûichi Fukuda (2014)
- Yôjû mameshiba the Movie: Bôkyô hen, regia di Tôru Kamei (2014)
- Omoi nokoshi, regia di Yûichirô Hirakawa (2014)
- Zutaboro, regia di Hajime Hashimoto (2015)
- Akegarasu, regia di Yûichi Fukuda (2015)
- Tenkû no hachi, regia di Yukihiko Tsutsumi (2015)
- Zenkai no uta, regia di Yûji Nakamae e Kôki Yamamoto (2015)
- Convenience Store Yume Monogatari, regia di Hideji Matsuoi e Shû Okada (2016)
- Ninkyô Yarô, regia di Kiyotaka Tokunaga (2016)
- Da color? The datsugoku sabaibaru, regia di Masaru Kaneko (2016)
- Koisaika Miyamoto, regia di Kazuhiko Yukawa (2016)
- Sanada Jûyûshi, regia di Yukihiko Tsutsumi (2016)
- Koufuku no aribai: Picture, regia di Takanori Jinnai (2016)
- Ranmaru: Kamino shita wo motsu otoko, regia di Yukihiko Tsutsumi (2016)
- Blank 13, regia di Takumi Saitō (2017)
- Gintama, regia di Yūichi Fukuda (2017)
- Poncho ni yoake no kaze haramasete, regia di Satoru Hirohara (2017)
- Saiki Kusuo no sai-nan, regia di Yûichi Fukuda (2017)
- 50-kai-me no fâsuto kisu: 50 First Kisses, regia di Yûichi Fukuda (2017)
- Ichiyasainarimei, regia di James Leon (2017)
- Gintama 2: Okite wa yaburu tame ni koso aru, regia di Yûichi Fukuda (2018)
- The Fable, regia di Kan Eguchi (2019)
- Kaguya-sama wa kokurasetai ~ Tensai tachi no ren'ai zunô sen ~, regia di Hayato Kawai (2019)
- Miyamoto kara Kimi e, regia di Tetsuya Mariko (2019)
- Haru wo Uruhito, regia di Jirô Satô (2019)
- Cho Shonen Tanteidan NEO: Beginning, regia di Shintarô Ashizuka (2019)
- Angel Sign, regia collettiva (2019)
- Wotaku ni koi wa muzukashii, regia di Yûichi Fukuda (2020)
- Kyo kara ore wa!, regia di Yûichi Fukuda (2020)
- Shin Kaishaku Sangokushi, regia di Yûichi Fukuda (2020)
- The Fable: The Killer Who Doesn't Kill, regia di Kan Eguchi (2021)
- Kaguya-sama wa kokurasetai 2: Tensai-tachi no ren'ai zunôsen final, regia di Hayato Kawai (2021)
- Sagasu, regia di Shinzô Katayama (2021)
- Violence Action (Baiorensuakushon), regia di Tôichirô Rutô (2022)
- Burakku naito parêdo, regia di Yûichi Fukuda (2022)
- Revolver Lily, regia di Isao Yukisada (2023)
- Once Upon a Crime (Akazukin, tabi no tochu de shitai to deau), regia di Yûichi Fukuda (2023)
- Kizunanomonogatari, regia collettiva (2023)
- A Strange House, regia di Jun'ichi Ishikawa (2024)
- A Girl Named Ann, regia di Yû Irie (2024)
- Arata Natsume's Marriage, regia di Yukihiko Tsutsumi (2024)

### Televisione
- To Heart - serie TV (1999)
- Love Complex - serie TV (2000)
- Handoku - serie TV (2001)
- First Love - serie TV (2002)
- Mayonaka no Ame - serie TV (2002)
- Trick 2 - serie TV (2002)
- Keiji Ichiro - serie TV (2003)
- Marusa!! - serie TV (2003)
- Kyohansha - serie TV (2003)
- Stand Up!! - serie TV (2003)
- Suna no Utsuwa - serie TV (2004)
- Kyokugen Suiri Coliseum - serie TV (2004)
- Division 1 Pink Hip Girl - serie TV (2004)
- Ningen no Shomei - serie TV (2004)
- Hotman 2 - serie TV (2004)
- Tokyo - serie TV (2004)
- Honto ni Atta Kowai Hanashi 2 Kyozetsu no Hoshu - serie TV, episodio 7 (2004)
- M no Higeki - serie TV (2005)
- H2 - serie TV (2005)
- Ame to Yume no Ato ni - serie TV, episodio 5 (2005)
- Haruka 17 - serie TV (2005)
- Densha Otoko - serie TV (2005)
- Dazai Osamu Monogatari - serie TV (2005)
- Kiken na aneki - serie TV (2005)
- Yaoh - serie TV (2006)
- Busu no Hitomi ni Koishiteru - serie TV (2006)
- Teru Teru Ashita - serie TV (2006)
- Hero SP - serie TV (2006)
- Regatta - serie TV (2006)
- Taiyō no uta - serie TV (2006)
- Densha Otoko Deluxe - serie TV (2006)
- Waraeru Koi wa Shitakunai - serie TV, episodio 2 (2006)
- Shinjuku no Haha Monogatari - serie TV (2006)
- Kirakira Kenshui - serie TV (2007)
- Taro & Jiro - serie TV (2007)
- Watashitachi no kyōkasho - serie TV (2007)
- Juken no Kamisama - serie TV, episodio 3 (2007)
- Yama Onna Kabe Onna - serie TV, episodi 7-8 (2007)
- Kikujiro to Saki 3 - serie TV (2007)
- Ie ni Gojo Ari - serie TV (2007)
- Ikiru - serie TV (2007)
- Team Medical Dragon-Iryu 2 - serie TV (2007)
- Mop Girl - serie TV (2007)
- Hanaikusa - serie TV (2007)
- Mirai Koshi Meguru - serie TV (2008)
- Tokyo Daikushu - serie TV (2008)
- Gokusen 3 - serie TV (2008)
- The Quiz Show - serie TV, episodi 3-4 (2008)
- 33pun Tantei - serie TV (2008)
- Monster Parent - serie TV, episodio 8 (2008)
- Real Clothes - serie TV (2008)
- Rescue - serie TV (2009)
- Kaette Kosaserareta 33pun Tantei - serie TV (2009)
- Gokusen 3 SP - serie TV (2009)
- Love Game - serie TV, episodio 9 (2009)
- Dandy Daddy? - serie TV (2009)
- Real Clothes (Fuji TV, 2009)
- Tumbling - serie TV (2010)
- Pro Golfer Hana - serie TV (2010)
- Tobo Bengoshi - serie TV (2010)
- Hammer Session! - serie TV, episodio 10 (2010)
- Control ~ Hanzai Shinri Sousa - serie TV (2011)
- Yuusha Yoshihiko to Maou no Shiro - serie TV (2011)
- Zenkai Girl - serie TV (2011)
- Shikei Kijun - serie TV (2011)
- Dirty Mama! - serie TV (2012)
- Papadol! - serie TV (2012)
- Summer Rescue - serie TV (2012)
- Monsters - serie TV, episodio 4 (2012)
- Taira no Kiyomori - serie TV (2012)
- Mameshiba Ichiro Futen no Shiba Jiro - serie TV (2012)
- Kasuka na Kanojo - serie TV (2013)
- Meshibana Keiji Tachibana - serie TV (2013)
- Onna Nobunaga - serie TV (2013)
- Haitatsu Saretai Watashitachi - serie TV (2013)
- Tenma san ga Yuku - serie TV (2013)
- Death Note - serie TV (2015)
- Kahogo no Kahoko – serie TV (2017)